# Giuseppe Testa
Pour les articles homonymes, voir Testa.
Giuseppe Testa (né Ignazio Luigi Testa le 18 septembre 1906 à Turin et mort à Turin le 4 mars 1992), connu aussi sous le nom d'Ignazio Testa, est un footballeur italien, qui évoluait au poste de milieu offensif .

## Biographie
Au cours de sa courte carrière (3 ans), Testa n'évolue que dans un seul club, celui de la Juventus, durant deux périodes : une première entre 1926 et 1927, et une seconde de 1928 à 1929. Il totalise finalement quatre buts inscrits pour 13 matchs joués (y jouant son premier match le 21 novembre 1926 lors d'un succès 3-0 contre Naples et son dernier le 9 septembre 1928 contre Brescia lors de la défaite 0-1).